# Liberty (Kansas)
Liberty és una població dels Estats Units a l'estat de Kansas. Segons el cens del 2000 tenia 95 habitants.

## Demografia
Segons el cens del 2000, Liberty tenia 95 habitants, 50 habitatges, i 29 famílies. La densitat de població era de 141,1 habitants/km².
Dels 50 habitatges en un 18% hi vivien nens de menys de 18 anys, en un 48% hi vivien parelles casades, en un 10% dones solteres, i en un 42% no eren unitats familiars. En el 40% dels habitatges hi vivien persones soles el 18% de les quals corresponia a persones de 65 anys o més que vivien soles. El nombre mitjà de persones vivint en cada habitatge era d'1,9 i el nombre mitjà de persones que vivien en cada família era de 2,52.
Per edats la població es repartia de la següent manera: un 15,8% tenia menys de 18 anys, un 8,4% entre 18 i 24, un 22,1% entre 25 i 44, un 30,5% de 45 a 60 i un 23,2% 65 anys o més.
L'edat mediana era de 46 anys. Per cada 100 dones de 18 o més anys hi havia 105,1 homes.
La renda mediana per habitatge era de 23.750 $ i la renda mediana per família de 32.500 $. Els homes tenien una renda mediana de 26.667 $ mentre que les dones 19.375 $. La renda per capita de la població era de 14.917 $. Entorn del 9,4% de les famílies i el 13,5% de la població estaven per davall del llindar de pobresa.

## Poblacions més properes
El següent diagrama mostra les poblacions més properes.